# Bulbostylis mozambica
Bulbostylis mozambica là một loài thực vật có hoa trong họ Cói. Loài này được Raymond mô tả khoa học đầu tiên năm 1972.